# Wrycz (Adelsgeschlecht)

Stammwappen der Wrycz

Wrycz - Rekowski (auch: Fritz, Frietz, Fritschen, Fritzen, Frizen, Wricon, Wricz, Writzen, Wriza, Wryca, Wrycza, Wrycon; Linien: Wrycz-Rekowski, Gynz-Rekowski; teilweise auch nur Rekowski o. ä.) ist der Name eines weit verzweigten hinterpommerschen Adelsgeschlechts.
Das Geschlecht der "Wrycz" ist von anderen kaschubischen Familien zu unterscheiden, die ebenfalls den Namen oder Beinamen „Rekowski“ oder „Rekowsky“ führen (Rekowski, Styp-Rekowski, Wantoch-Rekowski), deren Stammesverwandtschaft aber weder be- noch widerlegt ist.

## Geschichte
Das Geschlecht Wrycz stammt aus Westpreußen, im heutigen Polen. Seinen Ursprung hat es in den damaligen Landkreisen Bütow und Lauenburg. Der Zusatz „Rekowski“ (auch: Rekowsky) ist aus dem besessenen Stammsitz in Rekow oder Reckow im Landkreis Bütow (polnisch Bytów) abgeleitet. Der früheste aktuell bekannte Beleg findet sich im „Lehnbrief der Freyen zu Rekow“, für Balzar Frietzen und Matz Frietzen (beide auch „Fritzen“ geschrieben), aus dem Jahr 1607.
Stammvater der Linien von Wrycz-Rekowski und von Gynz-Rekowski ist Matthias von Wrycz-Rekowski. Verschiedene Familienmitglieder der von Wrycz-Rekowski und von Gynz-Rekowski dienten mit Auszeichnung in der Preußischen Armee.

### Linie Wrycz-Rekowski
Der Stammsitz der von Wrycz-Rekowski in Rekow ist durch mehrere Huldigungsprotokolle (u. a. 1658 dem Großen Kurfürsten, 1688 dem Kurfürsten Friedrich III.) belegt. Es existieren verschiedene Zweige der „Wrycz-Rekowski“, deren genealogische Zusammenhänge bis heute unklar sind. Folgende Zweige der „Wrycz-Rekowski“ werden unterschieden:
1. Zweig Prechlau, katholisch;
2. Zweig Borntuchen, evangelisch;
3. Zweig Gustkow, katholisch und evangelisch.

### Linie Gynz-Rekowski
Ein Sohn von Josef von Wrycz-Rekowski (dieser Sohn des o. g. Matthias von Wrycz-Rekowski), Johannes Franz von Wrycz-Retkowski (1767–1813), Herr auf Stubendorf, Schlesien, königlich-preußischer Major im 13. Schlesischen Landwehr-Regiment, Ritter des Ordens Pour le Mérite, verheiratet mit Friederike Wilhelmine von Goertz aus dem Hause Stubendorf (1778–1847), nahm 1806 den Namen „Gynz von Rekowski“ (auch: Ginz, Güntz, Günz o. ä.) an und führte diesen seit 1810 mit königlich-preußischer Genehmigung.
Nachdem seine Nachkommen sich teilweise nur „von Rekowski“ nannten, erging am 31. Mai 1880 eine preußische Genehmigung an die Geschwister Marie Friederike (1841–1917), verwitwete von Balentini, Selma Almwine (1843–1915), Karl Franz Fedor (1848–1927), königlich-preußischer Hauptmann, und Otto Fedor (1850–1915), königlich-preußischer Premierleutnant im 87. Infanterie-Regiment und Militärlehrer in der Kadettenanstalt Lichterfelde, sowie ihre verwitwete Mutter, Alwine von Rekowski, geb. Baus, den ursprünglichen Doppelnamen wiederanzunehmen.
Darüber hinaus erging am 18. August 1913 eine preußische Namen- und Wappenbestätigung als „von Gynz-Rekowski“ an die Brüder Franz Bertold Wilhelm Feodor Hubert (1852–1915), königlich-preußischer Kammerherr, Hofmeister des Herzogs Ernst Günther zu Schleswig-Holstein, Oberstleutnant, und Hans Hubert von Rekowski (1853–1932) sowie ihre Vettern und Base.

### Weitere Besitzungen/Linien
Auch in Trzebiatkow hatte die Familie Güter. Die jeweiligen Familienlinien nannten sich entsprechend mit Beinamen „Trzebiatowski“. Ferner saß die Familie zu Bonswitz (urkundlich 1838–1847), Bychow (1847–1866) und Klein Perlin (1846–1855) im Landkreis Lauenburg sowie in Pschywors (um 1784), in Stüdnitz (um 1784), Czarndamerow (1784–1803) im Landkreis Bütow.
Ledebur und Mülverstedt ordneten dem Geschlecht fälschlicherweise darüber hinaus Besitz in Ostpreußen zu, nämlich Agnitten, Bündtken und Mariental. Capitän Carl Adam von Rekowski auf Kerschkow im Lauenburgischen hatte diese gegen Ende des 18. Jahrhunderts gekauft. Er und seine Nachkommen gehörten jedoch zur Familie der Styp-Rekowski.

## Bekannte Familienmitglieder
- Johann Friedrich August von Wrycz-Rekowsky (1797–1869), kgl. preußischer Hauptmann, Herr auf Gr. Gustkow
- Julius von Rekowski (1804–1869), preußischer Generalmajor
- Karl von Gynz-Rekowski (1848–1927), preußischer Generalmajor
- Otto Fedor von Gynz-Rekowski (1850–1915), preußischer Generalleutnant
- Franz von Gynz-Rekowski (1852–1915), Hofmarschall des Herzogs Ernst Günter zu Schleswig-Holstein[14]
- Franz von Wrycz-Rekowsky (1869–1938), Landwirt und Besitzer des Gutes Tietzow ab 1918[15]
- Józef von Wrycza, (1884–1961), römisch-katholischer Priester und Leiter der militärischen Untergrundorganisation „Gryf Pomorski“ während der deutschen Besetzung 1939/45 in Polen
- Siegfried von Rekowski (1896–1990), deutscher Generalleutnant im Zweiten Weltkrieg[16]
- Georg von Gynz-Rekowski (1919–1997), deutscher Theologe und Wernigeröder Heimatforscher
- Chris Müller von Wrycz Rekowski (* 1968), deutscher Jurist und Politiker (SPD) mit angeheiratetem Nachnamen[17]
- Aloysius J. Rekowski (1921–2006), kanadischer römisch-katholischer Priester, Schriftgelehrter, Historiker und Übersetzer

## Wappen
Blasonierung des Stammwappens: In Rot drei nebeneinander gestellte natürliche silberne Lilien, die zwei äußeren nach unten schräg gestellt. Der gekrönte Helm mit rot-silbernen Helmdecken.
Später wurde das Wappen vermehrt, wohl als Referenz auf den langjährigen Stammsitz in Reckow (Krebsdorf) (kaschubisch Rek = Krebs) und möglicherweise durch Beerbung eines kaschubischen Adelsgeschlechts (→ Halbmond und Sterne). So zeigt das Wappen des Hauptmanns im 20. Infanterie-Regiment, Johann August von Rekowski († 1869), einen zweimal geteilten Schild, im oberen roten Feld drei heraldische Lilien, im mittleren blauen Feld einen roten Krebs und unten in Silber rechts einen senkrecht gestellten, nach links offenen goldenen Halbmond und links drei (2:1) goldene Sterne. Sein Sohn Oskar Hermann Johannes von Wrycz-Rekowski, Premierleutnant im 73. Infanterie-Regiment, führte ein Siegel, das im oberen Feld natürliche Lilien und im unteren Feld links zwei Sterne übereinander und einer hinter diesen zeigt.

Wappen des Johann August von Rekowski († 1869) (VI)
Wappenvariante mit zwei heraldischen Lilien (VI alt)
Wappen des Oskar Hermann Johannes von Wrycz-Rekowski (VIa)
Wappenvariante der Wrycz-Rekowski (VIb)

In Veröffentlichungen des 19. Jahrhunderts wurde den Wrycz-Rekoswki fälschlicherweise das Wappen der Styp-Rekowski (in Gold zwei rote Rosen) zugeordnet.
Die Gynz-Rekowski nahmen mit dem Namen ein neues Wappen an. Der Schild war zweimal geteilt. Oben in Silber ein liegender roter Krebs, in der Mitte in Blau ein liegender goldener Halbmond zwischen goldenen Sternen, unten in Silber ein aufspringender natürlicher Luchs. Auf dem gekrönten Helm mit blau-silbernen Decken fünf natürliche Pfauenfedern. Für das mittlere Feld sind verschiedene Varianten bekannt.

Wappenvariante der Gynz-Rekowski IX
Wappenvariante der Gynz-Rekowski IXa
Wappenvariante der Gynz-Rekowski IXb
Wappenvariante der Gynz-Rekowski IXc

Darüber hinaus sind weitere Wappenvarianten überliefert:

Wappenvariante der Gynz-Rekowski X
Wappenvariante der Gynz-Rekowski XI
Wappenvariante der Wrycz-/Gynz-Rekowski VII
Wappenvariante der Wrycz-Rekowski VIIa
Wappenvariante der Wrycz-Rekowski VIIb
Wappenvariante der Wrycz-Rekowski VIII